# British Leyland Motor Corporation
British Leyland Motor Corporation Ltd (сокр. BLMC) — британская автомобилестроительная компания образованная в Великобритании в 1968 году. Была частично национализирована в 1975 году британским правительством в холдинг British Leyland Ltd, в 1978 году преобразованный в BL Ltd (позже BL PLC). В состав холдинга вошло большинство независимых британских автомобилестроителей, которым принадлежало до 40 % британского легкового авторынка, причём, некоторые из составивших её марок были образованы ещё в 1895 году и считались старейшими в отрасли.
Несмотря на выпуск пользовавшихся спросом марок автомобилей Jaguar, Rover и Land Rover, а также бестселлера Mini, компания British Leyland отличалась неспокойной историей. После банкротства в 1986 году она была переименована в Rover Group (впоследствии в MG Rover Group), которая в свою очередь обанкротилась в 2005 году, полностью свернув массовый выпуск автомобилей британской разработки. Принадлежащий ей бренд MG, а также исторические марки Остин (Austin), Morris и Wolseley перешли во владение китайской компании SAIC, с которой MG Rover перед этим пыталась образовать равноправное СП.

## История

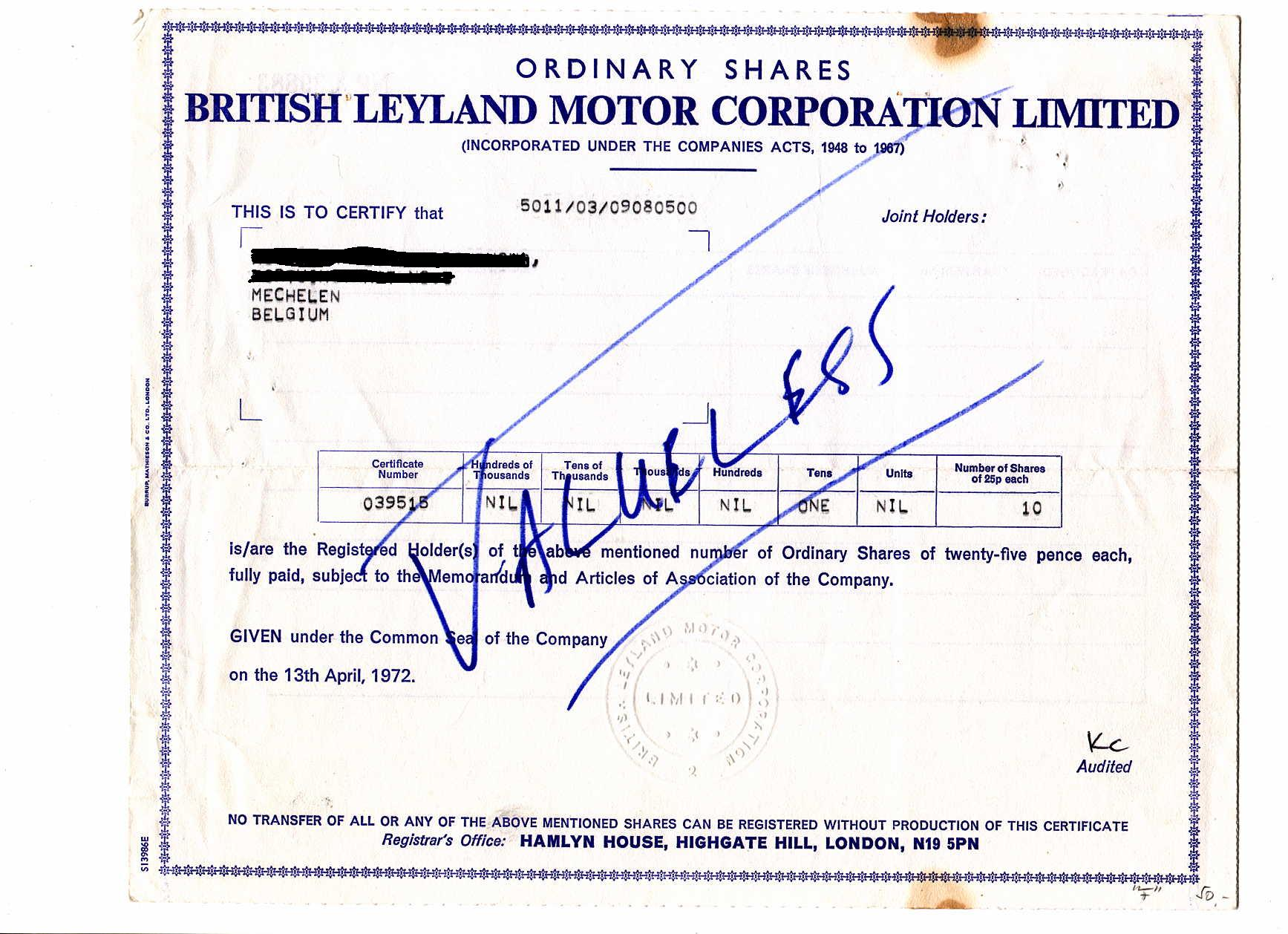
акция BLMC образца 1972 года

В 1967 году компания «Aveling-Barford» присоединилась к «British Leyland».
BLMC был создан в 1968 путём слияния компаний British Motor Holdings (BMH) и Leyland Motor Corporation (LMC), при активном лоббировании председателя комитета по реорганизации промышленности Тони Бенна в лейбористском правительстве Вильсона (1964—1970). В то время компания LMC была успешным производителем, а вот BMH находился на грани краха. Таким образом, правительственные эксперты надеялись при помощи успешной LMC возродить больную BMH. Слияние в единый холдинг предполагало объединение около сотни самых разноплановых независимых британских производителей не только легковых автомобилей, грузовиков и автобусов, но и производителей дорожно-строительной техники, холодильников, литейных и металлообрабатывающих предприятий и даже производителей дорожного покрытия. В рамках новой корпорации были образованы семь дивизионов под общим управлением председателя сэра Дональда Строкса (ранее председателя компании LMC).

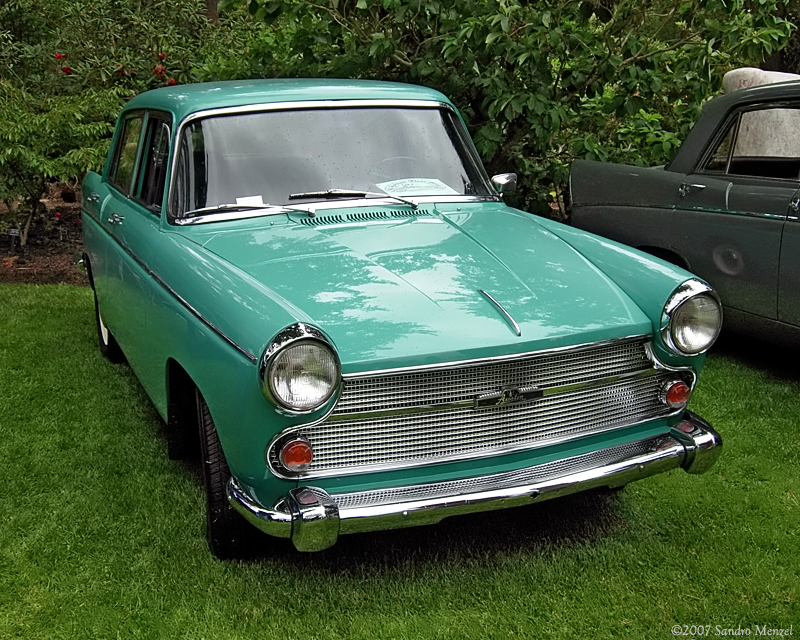
Austin Cambridge 1962 года

Хотя концерн BMH и был ещё до объединения крупнейшим британским автопроизводителем (его производство было в два раза больше, чем у компании LMC) и располагал самой обширной модельной линейкой, включавшей ряд компактных моделей, начиная с микролитражки Morris Minor, запущенной в серию ещё в 1948 году, а также малолитражки Austin Cambridge и Morris Oxford, восходившие к 1959 году. После слияния, Лорд Строк с ужасом обнаружил, что в конструкторском портфеле BMH даже не значатся планы разработки преемников этих пожилых моделей. Более того, все конструкторские и маркетинговые усилия компании BMH непосредственно перед слиянием были сосредоточены такой модели как Austin Maxi, которую постиг рыночный крах, что было неудивительно, так как в её конструкции использовались многие элементы, например, двери, от более крупных полноразмерных моделей Austin 1800 и Austin 3-litre, ещё ранее провалившихся на рынке.

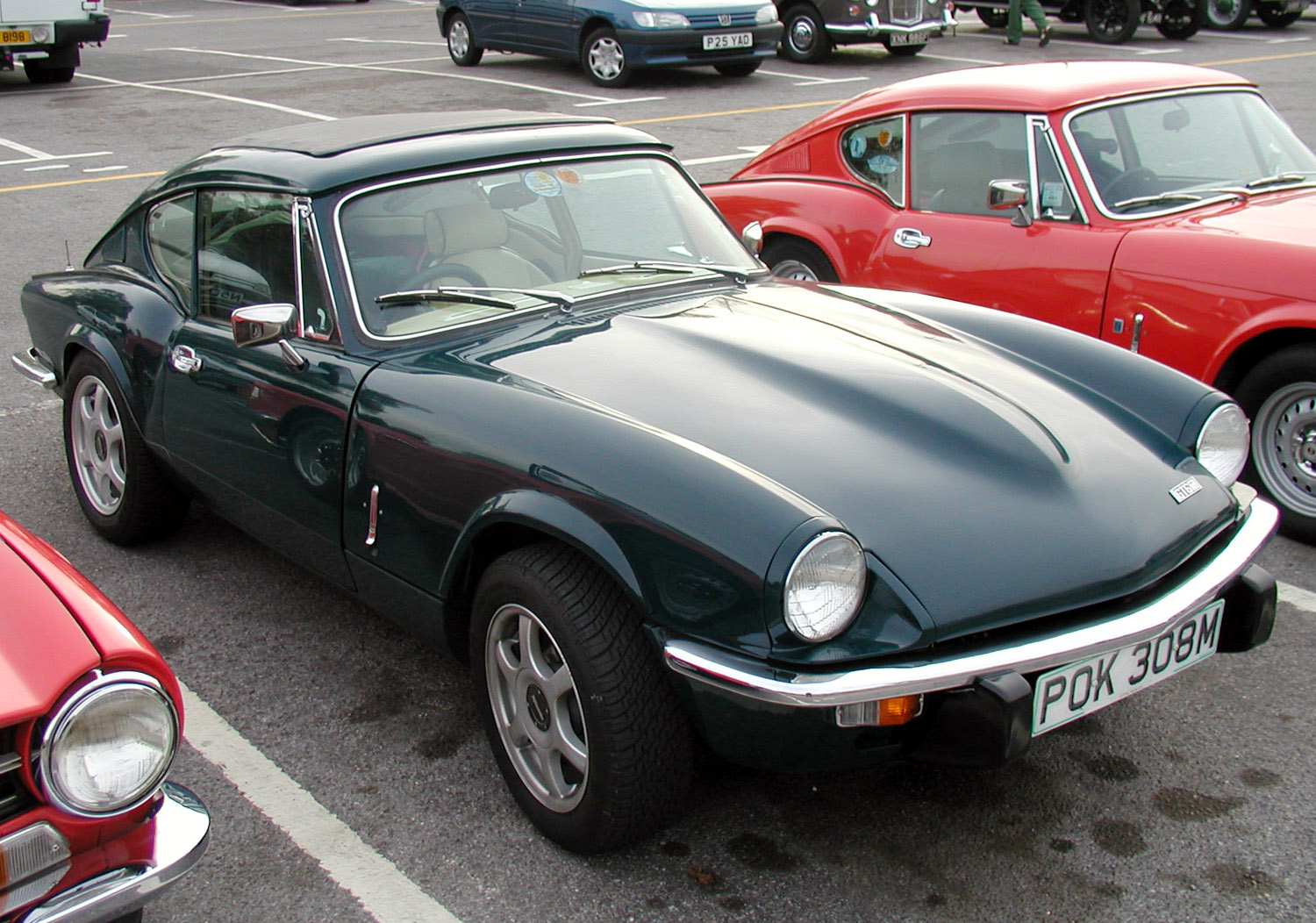
Triumph GT6 1974 года

Хотя BMH и выпустил на рынок ряд успешных легковых моделей включая Мини (семейство BMC ADO15) и Austin/Morris 1100/1300 (семейство BMC ADO16), ставшие бестселлерами английского авторынка, они были самыми передовыми только на момент их дебюта. Не имевшая прямых конкурентов Мини оказалась не слишком прибыльной, а семейство 1100/1300 уже уступало рыночные позиции более современными конкурентам.
Недостаточное внимание BMH к разработке новых моделей для самых массовых сегментов рынка не позволяло ему успешно противостоять таким набиравшим популярность массовым конкурентам как Ford Escort MkI и Ford Cortina.
Лорд Строкс сразу же запустил обширную антикризисную программу обновления легковой модельной линейки компании. Первым «скороспелым плодом» данной программы стала модель седана Morris Marina, дебютировавшая в начале 1971 года. В её конструкции сочетался новый кузов с в целом привлекательным дизайном и уже освоенные узлы и агрегаты от ряда моделей BL, что позволило быстро вывести новинку в массовый сегмент рынка. Данная модель стала одной из самых популярных на английском рынке в 1970-х, но ко времени окончания производства в 1980 году получила мрачную репутацию ненадежного и быстро ржавеющего автомобиля, подорвав, тем самым, реноме компании BL в целом. Малолитражный седан-фастбек Austin Allegro, заменивший модель 1100/1300, дебютировал в 1973 году, но и он за свою 10-летнюю конвейерную жизнь заработал негативную репутацию по тем же причинам, что и более крупная Marina.

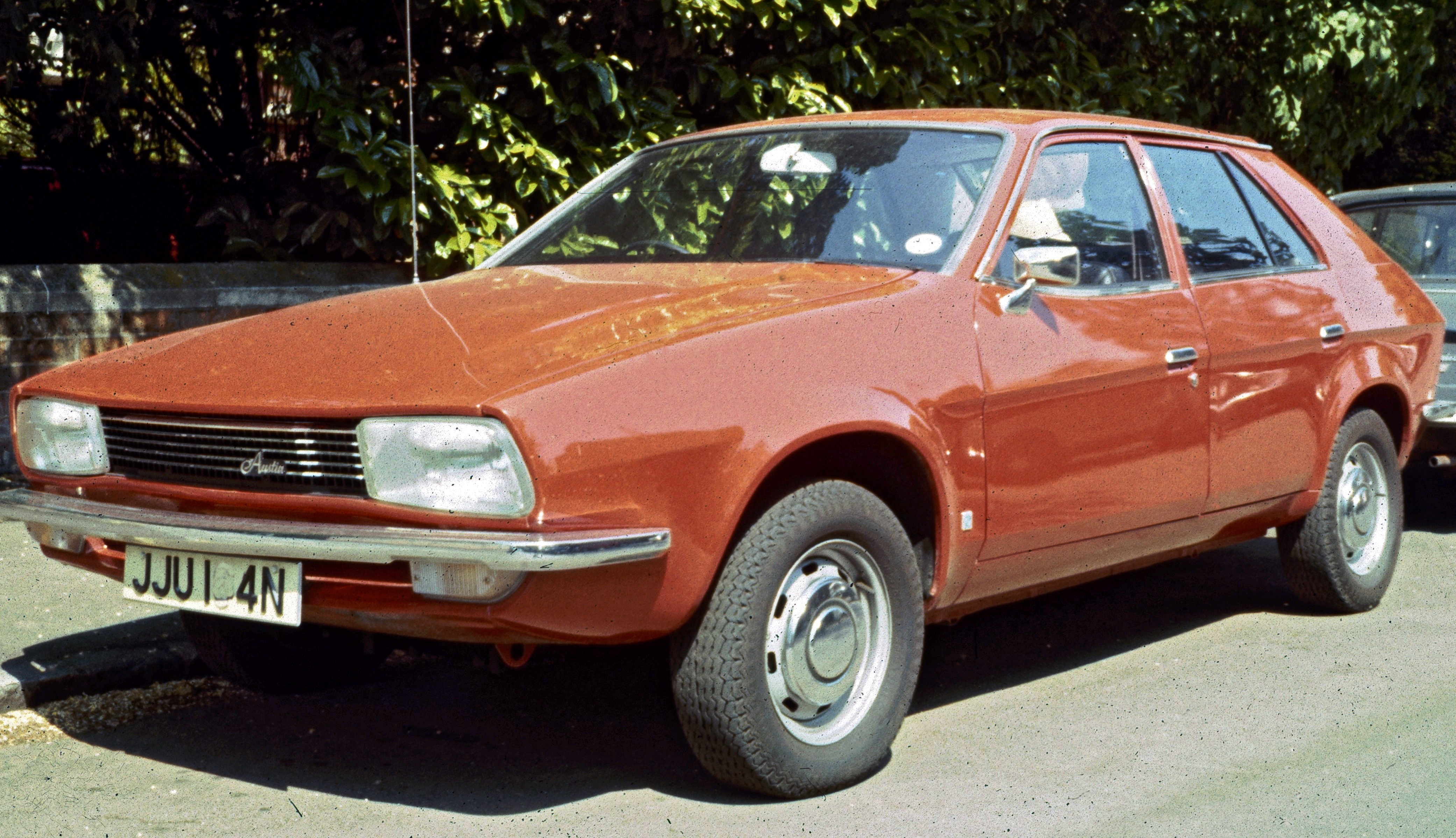
Austin Princess 1975 года

В 1970-х концерн BL стал притчей во языцех как пример неэффективности британской промышленности. На пике своей деятельности BL владел почти 40 предприятиями по всей стране. Ещё до слияния с LMC компания BMH предлагала несколько «теоретически конкурирующих» друг с другом марок, на деле представлявших собой пример бейджинжиниринга, то есть лишь чисто внешнего незначительного перелицовывания легковых моделей, а после данную конкуренцию ещё усилили марки входившие в состав LMC. Так, Rover конкурировал с Jaguar в премиальном сегменте рынка, а Triumph Motor Company со своей линейкой семейных и спортивных автомобилей выступал против таких марок как Austin, Morris and MG. Результатом стала технически разношёрстная продукция, при этом полностью дублирующая друг друга на рынке. Кроме того, последующие попытки вывести название концерна British Leyland в качестве международного бренда на рекламных проспектах и в прочих видах рекламы вызвали только непонимание и оттолкнули потребителей за пределами Великобритании. Данная провальная маркетинговая политика в сочетании с конфронтационной работой с профсоюзами, нефтяным кризисом 1973 года, введением трёхдневной рабочей недели, высоким уровнем инфляции и неэффективным управлением, означало, что BL стал неуправляемым и в 1975 году фактически обанкротился.